# Damien: A sátán kegyeltje
A Damien: A sátán kegyeltje (eredeti cím: Damien) 2016-ban bemutatott amerikai televíziós horror-drámasorozat, melyet Glen Mazzara alkotott meg az A&E számára. A főbb szerepekben Bradley James, Megalyn Echikunwoke, Omid Abtahi, David Meunier és Barbara Hershey látható.
A sorozat az 1976-os Ómen című horrorfilm folytatása, mely figyelmen kívül hagyja az ahhoz készült folytatásfilmeket. Eredetileg a Lifetime csatorna rendelte meg a sorozatot 2014 augusztusában, de 2015 áprilisában az A&E műsorai közé került át. Premierje 2016. március 7-én volt.
2016. május 20-án, egy évad után törölték a műsorról.

## Összefoglaló
A történet az Ómenből megismert Damien Thorn felnőttkori életét követi nyomon. Thorn harmincéves háborús fotós lett, elfelejtette sátáni múltját, de most szembe kell néznie valódi énjével. Ann Rutledge, aki egész életében védelmezte a fiút, segít neki elfogadnia lényének antikrisztusi oldalát.

## Szereplők

### Főszereplők
| Szerep                     | Színész                              | Magyar hang        |
| -------------------------- | ------------------------------------ | ------------------ |
| Damien Thorn               | Bradley James (felnőttként)          | Horváth Illés      |
| Damien Thorn               | Harvey Spencer Stephens (gyerekként) |                    |
| Simone Baptiste            | Megalyn Echikunwoke                  | Bogdányi Titanilla |
| Amani Golkar               | Omid Abtahi                          | Kovács Lehel       |
| James Shay nyomozó         | David Meunier                        | Megyeri János      |
| Ann Thorn (szül. Rutledge) | Barbara Hershey                      | Kovács Nóra        |

### Visszatérő szereplők
| Szerep             | Színész          | Magyar hang   |
| ------------------ | ---------------- | ------------- |
| John Lyons         | Scott Wilson     | Ujréti László |
| reverendás férfi   | Gerry Pearson    |               |
| Jacob Shay         | Brody Bover      |               |
| Veronica Selvaggio | Melanie Scrofano | Madarász Éva  |
| Paula Sciarra      | Sandrine Holt    |               |
| Kelly Baptiste     | Tiffany Hines    |               |

## Epizódok
| Évad | Évad | Részek száma | Részek száma | Eredeti sugárzás | Eredeti sugárzás | Eredeti adó | Magyar sugárzás   | Magyar sugárzás   | Magyar adó |
| Évad | Évad | Részek száma | Részek száma | Évadbemutató     | Évadzáró         | Eredeti adó | Évadbemutató      | Évadzáró          | Magyar adó |
| ---- | ---- | ------------ | ------------ | ---------------- | ---------------- | ----------- | ----------------- | ----------------- | ---------- |
|      | 1.   | 10           | 10           | 2016. március 7. | 2016. május 9.   | A&E         | 2017. február 22. | 2017. április 26. | Viasat 6   |

### 1. évad (2016)
| Sor. | Év. | Cím                                   | Rendező             | Író                        | Premier                             | Nézettség         | Gyártási szám |
| --- | --- | ------------------------------------- | ------------------- | -------------------------- | ----------------------------------- | ----------------- | ------------- |
| 1. | 1.  | Eljő a fenevad (The Beast Rises)      | Shekhar Kapur       | Glen Mazzara               | 2016. március 7. 2017. február 22.  | 0,753 millió n.a. | 101           |
| Az elismert háborús fotós, Damien Thorn rájön, hogy ő maga az Antikrisztus, miután egyik megbízása során traumatikus eseményt él át. |     |                                       |                     |                            |                                     |                   |               |
| 2. | 2.  | Második halál (Second Death)          | Ernest R. Dickerson | Mark H. Kruger             | 2016. március 14. 2017. március 1.  | 0,535 millió n.a. | 102           |
| Damien több összeesküvés céltáblájává válik, ami arra kényszeríti Shay nyomozót, hogy kihallgassa őt.                                |     |                                       |                     |                            |                                     |                   |               |
| 3. | 3.  | A megváltó (The Deliverer)            | Guillermo Navarro   | Ryan C. Coleman            | 2016. március 21. 2017. március 8.  | 0,515 millió n.a. | 103           |
| 4. | 4.  | A fenevad száma (The Number of a Man) | Bronwen Hughes      | Nazrin Choudhury           | 2016. március 28. 2017. március 15. | 0,479 millió n.a. | 104           |
| 5. | 5.  | A hét átok (Seven Curses)             | Mikael Salomon      | K. C. Perry                | 2016. április 4. 2017. március 22.  | 0,371 millió n.a. | 105           |
| 6. | 6.  | A kísértő (Temptress)                 | Nick Copus          | Richard Hatem              | 2016. április 11. 2017. március 29. | 0,466 millió n.a. | 106           |
| 7. | 7.  | Mészárszék (Abattoir)                 | T.J. Scott          | Mark H. Kruger             | 2016. április 18. 2017. április 5.  | 0,432 millió n.a. | 107           |
| 8. | 8.  | Itt van a bölcsesség (Here Is Wisdom) | Tim Andrew          | Sarah Thorp                | 2016. április 25. 2017. április 12. | 0,421 millió n.a. | 108           |
| 9. | 9.  | Két tűz között (The Devil You Know)   | Jennifer Lynch      | K. C. Perry , Glen Mazzara | 2016. május 2. 2017. április 19.    | 0,406 millió n.a. | 109           |
| 10. | 10. | Éljen a sátán (Ave Satani)            | Nick Copus          | Glen Mazzara               | 2016. május 9. 2017. április 26.    | 0,405 millió n.a. | 110           |

## Fordítás
- Ez a szócikk részben vagy egészben  a   Damien (TV series) című angol Wikipédia-szócikk ezen változatának fordításán alapul.  Az eredeti cikk szerkesztőit annak laptörténete sorolja fel. Ez a jelzés csupán a megfogalmazás eredetét és a szerzői jogokat jelzi, nem szolgál a cikkben szereplő információk forrásmegjelöléseként.